# Бурга (станция)
Бу́рга — железнодорожная станция Санкт-Петербургского отделения Октябрьской железной дороги. Располагается в деревне Бурга Маловишерского района Новгородской области.
Открыта в 1851 году под названием Бургинская недалеко от деревни Лука Федоркова Карпиногорской волости Крестецкого уезда. На момент открытия относилась к 4 классу. Деревня Бурга рядом со станцией образовалась только в 1909 году.
На станции имеются две низкие посадочные платформы. По состоянию на март 2014 года, через станцию следуют 2 пары электропоездов сообщением Малая Вишера — Окуловка.

## История
Станция, IV класса, была открыта  1 (13) ноября 1851 года, под названием - Бургинская, в составе Санкт-Петербурго-Московской железной дороги. Название станции происходит по одной из версий от реки Бурги, по другой происходит от фамилии строившего этот участок дороги немецкого инженера Бурге. Название утверждено приказом МПС № 227 от 21 декабря 1850 года.  После переименовании дороги 8 (20) сентября 1855 года, станция в составе Николаевской железной дороги, а в 1863 году  получила официальное название в создаваемой сети железных дорог - Бурга.
Первоначально на станции было построено две каменные водонапорные башни ( одна из которых сохранились до наших дней ), две деревянные высокие платформы, по обеим сторонам от путей, пассажирский дом ( вокзал ) размером 4,5 х 3,6 саж ( 9 х 7,2 м ) и прямоугольный паровозный сарай на два паровоза.
В 1868 году пассажирские платформы были перестроены, вместо сгнивших платформ на ряжевых опорах, устроены новые на каменных столбах с перилами и лестницами площадью 104 кв саж ( 416 кв метров )
Во время правления Главным обществом российских железных дорог, с 1868 по 1893 годы, на станции был увеличен деревянный вокзал, с размера 4,5 х 3,6 саж до 7,70 х 3,60 саж ( 15,4х7,2 м).
С 27 февраля 1923 года, после переименовании дороги, станция в составе Октябрьской железной дороги, приказом НКПС № 1028 от 20 августа 1929 года станция в составе Октябрьских железных дорог,
с 1936 года станция в составе Октябрьской железной дороги.
Согласно тарифному руководству № 4 от 1947 года, станция производит операции по приёму и выдачи только повагонных грузов, допускаемых к хранению на открытых площадках. Согласно тарифному руководству № 4 от 1959 года на станции дополнительно производятся работы по хранению грузов повагонными и мелкими отправками, загружаемых целыми вагонами на подъездных путях и местах необщего пользования. С 1965 года согласно тарифному руководству № 4 дополнительно продажа билетов на все пассажирские поезда, приём и выдача багажа.  Согласно тарифному руководству № 4 от 1975 года операции по загрузке целыми вагонами на подъездных путях и местах необщего пользования не производятся. В июле 2015 года станция закрыта для грузовой работы, присвоен новый код 041439 (прежний код — 041509).
В 1971 году присвоен код ЕСР № 0632, 1975 году присвоен новый код ЕСР № 06320, с 1985 года по 2015 год код АСУЖТ (ЕСР) № 041509.
В 1982 году станции присвоен код Экспресс-2 № 20591, с 1994 года новый код Экспресс-3 № 2004591.
Согласно немецкой карте  1942 года от станции была проложена узкоколейная лесовозная железная дорога, на послевоенных картах данная дорога отсутствует. На спутниковой карте 2021 года от станции чётко видна просека разобранной линии железной дороги.
От станции  устроен подъездной путь к тяговой  злектроподстанции «Бурга»